# Havenstraatterrein
Het Havenstraatterrein is een terrein langs de Havenstraat in Amsterdam-Zuid, gelegen tussen het Haarlemmermeerstation en de Schinkel. Het terrein werd in 1915 aangelegd als emplacement voor de spoorlijn Amsterdam Haarlemmermeer – Aalsmeer. Het reizigersvervoer eindigde in 1950. Tot 1972 bleef het in gebruik bij de spoorwegen, vooral voor steenkoolvervoer. Daarna werd het een bedrijventerrein en vanaf 1975 werden de overgebleven sporen in gebruik genomen door de Electrische Museumtramlijn Amsterdam.
In de jaren zestig waren er plannen voor aanleg van een autoweg in het verlengde van de Cornelis Krusemanstraat, met een brug over de Schinkel naar de Henk Sneevlietweg, om zo een verbinding vanuit Oud-Zuid naar de Ringweg A10 te vormen. Dit plan werd niet gerealiseerd.
In 1987 werd een nieuw plan gelanceerd voor een tramverbinding over bovengenoemd tracé, waarbij tramlijn 16 vanaf de Cornelis Krusemanstraat met een brug over de Schinkel naar de Henk Sneevlietweg zou gaan om zo een rechtstreekse verbinding naar de nieuwbouwwijken Nieuw Sloten en De Aker te vormen. Aangezien Rijkswaterstaat hier geen extra brug over de Schinkel wenste werd later de bouw van een tunnel overwogen. Uiteindelijk kwam deze verbinding er niet en werden de bovengenoemde wijken in respectievelijk 1991 en 2001 verbonden door verlengingen van de bestaande tramlijnen 2 en 1.
Na de bouw van het Olympisch Kwartier, gelegen ten zuiden van de Stadiongracht en het Havenstraatterrein, werden plannen gemaakt om ook hier woningen te bouwen. Door de bouwcrisis kwam het plan niet tot uitvoering, doch tien jaar later werd in 2017 de planvorming opnieuw gestart. In 2018 besloot de gemeente Amsterdam tot het bouwen van circa 500 woningen, waarvan een groot deel in het middenhuursegment, verdeeld over vier bouwblokken. Ook een plan voor een basisschool is opgenomen en is er ruimte voor bedrijven, maatschappelijke dienstverlening en horeca.
Het plangebied wordt in het noorden begrensd door de tramremise Havenstraat, aan de oostzijde door de Amstelveenseweg, in het zuiden door de bebouwing aan de Karperweg en de Stadiongracht, en in het westen door het Park Schinkeleilanden.
Voor de bouw van de woningen moeten de bestaande bedrijven verdwijnen en ook de Electrische Museumtramlijn Amsterdam, met de stallingen voor trams, moet plaatsmaken. De Museumtramlijn maakte bezwaar tegen de plannen omdat dit het voortbestaan onmogelijk zou maken.
Op 27 maart 2019 heeft de Raad van State het bestemmingsplan voor de nieuw te bouwen woonwijk met 500 woningen op het Havenstraatterrein vernietigd. De gemeente had onvoldoende rekening gehouden met de belangen van de museumtramlijn.
Op 3 december 2021 werd, na tien jaar plannen maken, een overeenkomst gesloten tussen de Museumtramlijn en de gemeente Amsterdam over de bouw van een nieuwe tramloods en een nieuw tramtracé met keerlus op het Havenstraatterrein. Volgens de plannen zou het project uitgevoerd worden tussen 2023 en 2026.
In maart 2024 werd het 'Havenstraatterrein' met hekken afgesloten als bouwterrein. Vervolgens begon de sloop van de loodsen en de infrastructuur, waarna het terrein bouwrijp kan worden gemaakt. De tramloods bij de Karperweg kreeg nog enkele maanden respijt, totdat in juli 2024 bij het Jollenpad een vervangende tijdelijke tramloods was gebouwd. In het najaar van 2024 was alles gesloopt en opgeruimd.
De laatste tram met passagiers vertrok vanaf het Haarlemmermeerstation op zondag 29 oktober 2023, de laatste dag van het rijseizoen. Het vertrekpunt van de museumtramlijn werd in juli 2024 verplaatst naar het Jollenpad.

## Documentaire
In 2023 maakte AT5 de serie De Strijd om de Havenstraat over de mogelijk aankomende herontwikkeling van het terrein en de huidige bewoners.